# 亚历山大·卡列林
亚历山大·卡列林（俄语：Александр Александрович Карелин，1967年9月19日—）苏联、俄罗斯古典式摔跤运动员，现已退役，绰号“俄国熊”、“俄国金刚”、“亚历山大大帝”、“试验”，卡列林被认为是有史以来最伟大的古典式摔跤选手。1988年、1992年和1996年，卡列林分别在不同的旗帜下三次获得奥运会金牌，2000年获得奥运会银牌。他创造了887胜2败的战绩，而两次失利都只有一分之差。在2000年9月退役，他已经六年内没有让对手在他身上获得一分。
卡列林在訓練之餘，還酷愛英美文學。是聖彼得堡國立體育大學畢業生，之後他曾進入一所法律大學深造。在生活中，卡列林熱衷於做飯，尤其是做魚。他認為，家庭應是一個人的理想之地，因為在家裏能夠全身放鬆，面對自我。
1995年至1999年間，卡列林在俄羅斯稅務警察服役，並以上校軍銜退役。1999年，應普京邀請加入統一俄羅斯黨，並於1999年和2003年作為新西伯利亞州代表當選為國家杜馬議員。2007年作為斯塔夫羅波爾邊疆區代表當選為杜馬議員及杜馬國際事務委員會的成員。
2020年9月25日，卡列林被任命為新西伯利亞州立法議會聯邦委員會參議員，是該理事會國際事務委員會成員。2022 年因俄烏戰爭而受到英國政府的制裁。2023年6月，以俄罗斯联邦会议参议员身份向摧毁了豹2坦克的俄军士兵颁发“100万卢布奖金凭证”。